# گل ماهور اروپایی
گل ماهور اروپایی (نام علمی: Verbascum thapsus) نام یک گونه از تیره گل‌میمونیان است.